# Faaone
Faaone é uma pequena cidade na comuna Taiarapu-Est, ela situa-se próxima do istmo do Taravao, onde se situa o décimo segundo centro urbano do Taiti. Estende-se por uma área de 65 km², com 1.853 habitantes, segundo os censos de 2007, com uma densidade de 29 hab/km².